# Città di Palermo (incrociatore ausiliario 1930)
Il Città di Palermo è stato un incrociatore ausiliario della Regia Marina, già motonave passeggeri italiana.

## Storia

La Città di Palermo in manovra nel porto della città eponima nel 1935

Completata nel 1930 nei Cantieri Navali Riuniti di Palermo per la Florio Società Italiana di Navigazione, con sede a Roma, insieme alla gemella Città di Genova, l'unità era originariamente una motonave passeggeri da 5413 tonnellate di stazza lorda, lunga 125,5 metri e larga 15,6, propulsa da due motori diesel che permettevano l'elevata velocità (per una motonave mercantile) di 19 nodi. Dopo il completamento la motonave venne destinata alle linee celeri tra Napoli, Palermo, Tripoli e Tunisi.
Nel marzo 1932 la Florio si fuse con la Compagnia Italiana Transatlantica (CITRA) formando la «Tirrenia Flotte Riunite Florio-Citra», che il 21 dicembre 1936, a seguito dell'unione con altre compagnie minori, formò la Tirrenia Società Anonima di Navigazione. La Città di Palermo seguì i mutamenti delle società armatoriali, venendo iscritta, con matricola 158, al Compartimento marittimo di Palermo.
Nel 1937 la Città di Palermo trasportò a Palermo il principe di Piemonte Umberto di Savoia, mentre nel 1938 trasportò da Napoli a Tripoli i principi di Piemonte in visita in Libia.

Il 2 giugno 1939 la motonave, scortata dalle torpediniere Spica e Canopo, trasportò i principi di Piemonte durante la «Rivista Navale di Primavera».

La motonave vista di profilo, con la livrea della Tirrenia.

Il 23 giugno 1940, qualche settimana dopo l'ingresso dell'Italia nella seconda guerra mondiale, la Città di Palermo venne requisita dalla Regia Marina a Brindisi ed iscritta nel ruolo del naviglio ausiliario dello Stato come incrociatore ausiliario, con matricola D 3. Armata con quattro cannoni da 120/45 Mod. 1917, due mitragliere da 20/65 mm ed altrettante da 13,2 mm, la nave venne assegnata principalmente a compiti di scorta ai convogli.
Il 29 luglio 1940, nell'ambito dell'operazione di traffico «Trasporto Veloce Lento», il Città di Palermo lasciò Napoli diretto a Bengasi insieme all'incrociatore ausiliario Città di Napoli ed al trasporto truppe Marco Polo. La scorta diretta era costituita dalla XIII Squadriglia Torpediniere (Centauro, Circe, Climene e Clio), rilevata a Messina dalla I (Alcione, Aretusa, Airone ed Ariel), mentre unità maggiori fungevano da scorta indiretta per questo e per il secondo convoglio in mare nell'ambito dell'operazione «TVL». Le navi giunsero a destinazione il 31 luglio.

Alle 11.50 del 28 ottobre 1941, in posizione 40°42' N e 13°47' E, al largo di Napoli e nei pressi di Ischia, l'incrociatore ausiliario, in navigazione in convoglio con altri quattro trasporti e due cacciatorpediniere, venne attaccato con il lancio di quattro siluri dal sommergibile polacco Sokol. 

La motonave in servizio civile.

 Secondo alcune fonti la nave, come rivendicato dal Sokol, fu danneggiata allo scafo da un siluro (tale notizia deriva probabilmente da un'informazione errata fornita dai servizi segreti), ma in realtà essa rimase indenne, mancata da tutte le armi. Dopo l'attacco il sommergibile polacco venne infruttuosamente bombardato con cariche di profondità.
Il 20 novembre 1941 il Città di Palermo, insieme ad un secondo incrociatore ausiliario, il Città di Tunisi, salpò da Taranto alla volta di Bengasi, con la scorta dei cacciatorpediniere Malocello e Zeno. Tale scorta fu poi rafforzata con l'invio della torpediniera Partenope, proveniente da Bengasi. Il Città di Tunisi dovette rientrare a Suda insieme al Malocello a causa di un'avaria, mentre il Città di Palermo, con a bordo 92 tonnellate di rifornimenti, 428 militari tedeschi e 260 italiani, giunse a Bengasi il 21 novembre.

Alle nove di sera del 4 gennaio 1942 il Città di Palermo, al comando del capitano di fregata Filippo Ogno, lasciò Brindisi diretto a Patrasso, di scorta al trasporto truppe Calino e con a bordo esso stesso circa 600 militari oltre all'equipaggio, per un totale di 981 uomini. Intorno alle otto del mattino del 5 gennaio le due unità, che avevano da poco imboccato la rotta di sicurezza tra le isole di Santa Maura e Cefalonia, vennero avvistate dal sommergibile britannico Proteus, che, in posizione 38°33' N e 20°36' E, gli lanciò non meno di due siluri (altre fonti parlano invece, probabilmente erroneamente, di una singola arma). A bordo dell'incrociatore ausiliario gran parte dell'equipaggio stava facendo colazione o comunque si tratteneva sottocoperta, ai livelli inferiori, a causa delle basse temperature esterne. La scia del primo siluro fu avvistata troppo tardi: il comandante Ogno ordinò subito di accostare per evitare l'arma, ma alle 8.06 la nave venne colpita, appruandosi e sbandando fortemente sulla dritta, per poi essere raggiunta, dopo alcuni secondi, anche da un secondo siluro. 

Un’altra immagine del Città di Palermo in uso come nave mercantile, negli anni ’30.

 Gran parte delle truppe e dell'equipaggio rimase intrappolata sottocoperta, senza avere la possibilità di raggiungere i ponti superiori, mentre quanti si trovavano in coperta o nei corridoi esterni poterono raggiungere le scialuppe e calarne ordinatamente a mare alcune in base alle disposizioni del comandante Ogno, ma i soldati in preda al panico assalirono le lance, facendo cadere in mare parecchi degli occupanti. Il comandante Ogno, gettatosi poi in mare tra gli ultimi, fu trascinato sott'acqua dal risucchio, ma riuscì, nuotando, a raggiungere nuovamente la superficie. Il cappellano militare don Alberto Carrozza collaborò a riportare la calma ed a mettere a mare le scialuppe, pregando e dando il proprio salvagente ad un soldato che ne era privo, scomparendo poi con la nave (alla sua memoria venne conferita la Medaglia d'argento al valor militare).
Il tenente di vascello Giuseppe Calvello, ufficiale di rotta e direttore di tiro, invece di mettersi in salvo si recò a distruggere i documenti riservati subito dopo il primo siluro. Lo scoppio del secondo siluro lo intrapolo' sottocoperta mentre la nave affondava. Un'ulteriore esplosione dovuta forse alle bombe di profondità lo catapultarono in mare lontano dalle scialuppe e fu recuperato da un peschereccio greco. Dichiarato inizialmente disperso fece rientro in Patria in maniera rocambolesca e successivamente fu decorato.
In soli sei minuti il Città di Palermo s'inabissò tre miglia a nordovest di Capo Dukato (Isola di Santa Maura), trascinando con sé la maggior parte dell'equipaggio e la quasi totalità dei 600 uomini che stava trasportando. Dopo l'attacco la Calino si allontanò dopo aver lanciato un segnale di soccorso. Gran parte dei superstiti che si erano gettati in mare senza poter accedere ad un'imbarcazione morì per ipotermia. Alcuni naufraghi vennero recuperati dalle numerose unità accorse sul posto dopo ore trascorse in mare (anche nove e più), mentre altri, aggrappati a rottami alla deriva, riuscirono a raggiungere la costa.
In totale vennero tratti in salvo 60 sopravvissuti, a fronte di 921 tra morti e dispersi.

## Galleria d'immagini

La Città di Palermo in navigazione negli anni trenta.
La motonave imbarca garibaldini a La Maddalena in occasione del pellegrinaggio nazionale a Caprera.
Imbarco dei passeggeri in una cartolina d’epoca.